# Fusimorphus
Fusimorphus is een geslacht van kevers uit de familie  
kniptorren (Elateridae).
Het geslacht is voor het eerst wetenschappelijk beschreven in 1942 door Fleutiaux.

## Soorten
Het geslacht omvat de volgende soort:
- Fusimorphus submetallicus (Fleutiaux, 1924)